# Proportionalität
Zwischen zwei veränderlichen Größen besteht Proportionalität, wenn sie in jedem Wertepaar im gleichen Verhältnis zueinander stehen. Sind die Quotienten z. B. einer Messreihe für die zusammengehörigen Wertepaare ähnlich, so besteht näherungsweise Proportionalität.

## Grundlagen
Proportionale Größen sind verhältnisgleich; das heißt, bei den proportionalen Größen {\displaystyle a} und {\displaystyle b} ist die Verdopplung (Verdreifachung, Halbierung, …) der Größe {\displaystyle a} stets mit einer Verdopplung (Verdreifachung, Halbierung, …) der Größe {\displaystyle b} verbunden, oder allgemein gesagt: Die Größe {\displaystyle b} geht aus der Größe {\displaystyle a} durch Multiplikation mit einem immer gleichen Faktor hervor. Bei diesem Zusammenhang wird das Verhältnis {\displaystyle b:a} Proportionalitätsfaktor oder Proportionalitätskonstante genannt.
Beispiele:
- Der Kreisumfang ist proportional dem Kreisdurchmesser; der Proportionalitätsfaktor ist die Kreiszahl {\displaystyle \pi } = 3,14159…
- Bei einem Kauf ist die Mehrwertsteuer proportional dem Nettopreis; der Proportionalitätsfaktor ist der Mehrwertsteuersatz, beispielsweise 0,19 (= 19 %).
- Für Gegenstände aus dem gleichen Metall ist die Masse näherungsweise proportional zum Volumen; der Proportionalitätsfaktor ist die Dichte.
- An einem Widerstand ist bei konstanter Temperatur die Stromstärke meist näherungsweise proportional zur Spannung; der Proportionalitätsfaktor ist der elektr. Widerstand.

Proportionalität ist ein Spezialfall der Linearität. Bei einem linearen Zusammenhang zweier Größen sind nicht deren Werte selbst zueinander proportional, sondern nur die Veränderungen bezogen auf ein Paar von zusammengehörenden Werten. Die grafische Darstellung eines linearen Zusammenhangs zwischen zwei reellen Größen ist in einem kartesischen Koordinatensystem eine Gerade. Im Fall der Proportionalität ist diese Gerade eine Ursprungsgerade, d. h. sie geht durch den gemeinsamen Nullpunkt. Ihre Steigung wird durch den Proportionalitätsfaktor bestimmt.
Gelegentlich wird die Proportionalität auch als direkte Proportionalität bezeichnet, während als indirekte, inverse, umgekehrte oder reziproke Proportionalität der Zusammenhang bezeichnet wird, bei dem eine Größe proportional dem Kehrwert der anderen Größe ist. Statt des Quotienten der beiden Größen ist hierbei also ihr Produkt konstant. Der Graph ist eine Hyperbel und geht nicht durch den Nullpunkt.
Der Kalkül des Dreisatzes setzt eine proportionale Funktion voraus.

## Mathematische Definition

### Historische Definition
Euklid, Elemente Buch V, Definitionen 3–6.
Definition 5 lautet:

„Man sagt, dass Größen in demselben Verhältnis stehen, die erste zur zweiten wie die dritte zur vierten, wenn bei beliebiger Vervielfachung die Gleichvielfachen der ersten und dritten den Gleichvielfachen der zweiten und vierten gegenüber, paarweise entsprechend genommen, entweder zugleich größer oder zugleich gleich oder zugleich kleiner sind.“

Definition 6:

„Und die dieses Verhältnis habenden Größen sollen ‚in Proportion stehend‘ heißen.“

### Aktuelle Definition
Eine proportionale Funktion ist eine homogene lineare Zuordnung zwischen Argumenten {\displaystyle x} und ihren Funktionswerten {\displaystyle y}:
{\displaystyle y=m\cdot x}
mit einem konstanten Proportionalitätsfaktor {\displaystyle m\neq 0}.
Da es bei Proportionalität gleichwertig ist, ob die Größe {\displaystyle y} aus der Größe {\displaystyle x} durch Multiplikation mit einem immer gleichen Faktor hervorgeht, oder umgekehrt {\displaystyle x} aus {\displaystyle y}, gilt ferner
{\displaystyle x={\frac {1}{m}}\cdot y} ;
dabei ist der Faktor {\displaystyle m=0} unzulässig.
Zwei Variable, für die das Verhältnis zusammengehöriger Werte {\displaystyle x_{i}} und {\displaystyle y_{i}} konstant ist, heißen proportional zueinander
{\displaystyle {\frac {y_{i}}{x_{i}}}=m} .
Proportionalität liegt demnach genau dann vor, wenn dieses Verhältnis {\displaystyle m} konstant ist; wenn es reell ist, kann es positiv oder negativ sein.

## Weitere Beispiele

### Dichte

Funktionsgraph für einen proportionalen Zusammenhang

Die Tabelle gibt die Masse verschiedener Volumina von Öl an:
| Volumen {\displaystyle x} in m3 | Masse {\displaystyle y} in t |
| ------------------------------- | ---------------------------- |
| 1                               | 0,8                          |
| 3                               | 2,4                          |
| 7                               | 5,6                          |

Die drei Wertepaare sind im Bild (rechts) als Punkte markiert. Berechnet man den Quotienten {\displaystyle y/x}, Masse/Volumen, so erhält man stets denselben Wert 0,8 t/m3. 
Allgemein gibt der Quotient {\displaystyle y/x} die Steigung der Geraden an und ist zugleich der Proportionalitätsfaktor der Zuordnung, hier mit der Bedeutung der Dichte des Öls. Auch der umgekehrte Quotient {\displaystyle x/y} ist eine Proportionalitätskonstante, in diesem Fall mit der Bedeutung des spezifischen Volumens. Im Beispiel erhält man
Volumen/Masse = 1,25 m3/t

### Dehnung
Wird an einem Draht mit einer Kraft {\displaystyle F} gezogen, so ergibt sich bei elastischem Verhalten eine Dehnung {\displaystyle \varepsilon } in Längsrichtung
{\displaystyle F=E\cdot A\cdot \varepsilon }

Formänderung eines Drahtes, wenn an ihm gezogen wird. (Um die Änderungen und anschaulich zu machen, sind sie deutlich überhöht gezeichnet.)

mit der Querschnittsfläche {\displaystyle A} und der Proportionalitätskonstanten {\displaystyle E} (Elastizitätsmodul). Dehnung bedeutet, dass sich die Länge {\displaystyle l} des Drahtes um {\displaystyle \Delta l} ändert, {\displaystyle \varepsilon ={\tfrac {\Delta l}{l}}}.
Mit der elastischen Längsdehnung verbunden ist bei einem homogenen isotropen Material eine Querkontraktion, durch die sich sein Durchmesser {\displaystyle D} um {\displaystyle \Delta D} ändert
{\displaystyle {\frac {\Delta D}{D}}=-\nu \cdot {\frac {\Delta l}{l}}}
mit der Proportionalitätskonstanten {\displaystyle \nu } (Poissonzahl).
Das Minuszeichen bedeutet: Bei einer Vergrößerung der Länge (positives {\displaystyle \Delta l}) verkleinert sich der Durchmesser (negatives {\displaystyle \Delta D}).

## Schreibweise
Für „a proportional zu b“ verwendet man das Tilde-Zeichen ~:
{\displaystyle a\sim b}
Ebenfalls genormt ist die Schreibweise:
{\displaystyle a\propto b}
Das Zeichen {\displaystyle \propto } leitet sich aus dem mittelalterlichen æ für lat. aequalis, dem Vorgänger des Gleichheitszeichens, ab.
| Zeichen | HTML                | TeX     | Unicode | ASCII |
| ------- | ------------------- | ------- | ------- | ----- |
| ~       | ~ oder &#126;       | \sim    | U+007E  | 126   |
| ∼       | &sim; oder &#8764;  | \sim    | U+223C  | –     |
| ∝       | &prop; oder &#8733; | \propto | U+221D  | –     |

## Verwandte Begriffe

Funktionsgraphen für einen überproportionalen (blau) und unterproportionalen (rot) Zusammenhang

Es wird von Überproportionalität zwischen zwei Größen gesprochen, wenn die eine sich immer stärker ändert als die andere. Entsprechend spricht man von Unterproportionalität bei einer systematisch schwächeren Änderung der anderen Größe. „Stärker“ und „schwächer“ bedeuten hierbei, wenn man es auf die Formulierung mit der Gleichung {\displaystyle y=mx^{a}} mit einem Exponenten {\displaystyle a} bezieht, dass bei normaler Proportionalität {\displaystyle a=1}, bei Überproportionalität {\displaystyle a>1} und bei Unterproportionalität {\displaystyle 0<a<1} gilt.